# Lidil
Fondée en 1987 sous l'impulsion de Louise Dabène, la revue Lidil est une revue scientifique qui présente les travaux de chercheuses et de chercheurs concernant la linguistique et la sociolinguistique, l’apprentissage et le développement langagier, la didactique des langues, le traitement automatique des langues (TAL) et les technologies de l'information et de la communication pour l'enseignement (TICE).  
Ouverte aux collaborations interdisciplinaires, elle publie deux fois par an un numéro thématique ainsi que des articles dans les rubriques Varia et Notes de lectures. Tous les articles suivent un protocole strict d'expertise en double aveugle. Les articles sont munis d'un identifiant DOI.
Depuis 2017, la revue est publiée exclusivement en ligne et tous les articles sont disponibles dès leur parution en accès libre sur le portail OpenEdition Journals. Auparavant, un embargo de deux ans était respecté entre la date de publication et l'accessibilité en ligne. 

## Les thèmes des derniers numéros parus ou à paraître
- 60 (2019) : Langues des signes et genres discursifs
- 59 (2019) : Prononcer les langues : variations, émotions, médiations
- 58 (2018) : L’enseignement et l’apprentissage de l’écrit académique à l’aide de corpus numériques
- 57 (2018) : Démarches créatives, détours artistiques et appropriation des langues
- 56 (2017) : Grammaires et littératies
- 55 (2017) : Littératie et entrée dans l'écrit : compétences des élèves et pratiques enseignantes
- 54 (2016) : La phrase en production d’écrits, approches nouvelles en didactique
- 53 (2016) : Phraséologie et genres de discours - Patrons, motifs, routines
- 52 (2015) : Les pratiques artistiques dans l’apprentissage des langues
- 51 (2015) : Acquisition du langage et phonologie - Méthodes, objets, enjeux théoriques
- 50 (2014) : Variation stylistique et diversité des contextes de socialisation - Enjeux sociolinguistiques et didactiques
- 49 (2014) : L’analyse des données didactiques - Sélection, synthèse, description, interprétation
- 48 (2013) : L'émotion et l'apprentissage des langues
- 47 (2013) : Le verbe pour exprimer le temps - Quels apports pour une rénovation de la didactique de la grammaire ?
- 46 (2012) : Typologie et description linguistiques - Interfaces et interactions
- 45 (2012) : Pratiques de formation à la lecture-écriture des adultes en parcours d'insertion - Enjeux didactiques et institutionnels
- 44 (2011) : Langues, minor(is)ations et marginalisations
- 43 (2011) : Le rapport au savoir dans les discours professionnels
- 42 (2010) : Multimodalité de la communication chez l'enfant
- 41 (2010) : Énonciation et rhétorique dans l'écrit scientifique
- 40 (2009) : La motivation pour l'apprentissage d'une langue seconde - Entre concept et dispositifs
- 39 (2009) : Altérité et formation des enseignants - Nouvelles perspectives
- 38 (2008) : Langue du droit - Mots, documents et raisonnements
- 37 (2008) : Syntaxe et sémantique des prédicats
- 36 (2007) : Échanges exolingues via internet et appropriation des langues-cultures
- 35 (2007) : Figures de l'auteur en didactique
- 34 (2006) : Rapport de stage et Mémoire professionnel - Normes, usages et représentations
- 33 (2006) : La réception des textes littéraires - Une didactique en construction
- 32 (2005) : Sémantique des noms et adjectifs d'émotion
- 31 (2005) : Corpus oraux et diversité des approches
- 30 (2004) : Acquisition et enseignement de la morphographie
- 29 (2004) : La rencontre interculturelle
- 28 (2003) : Intercompréhension en langues romanes : Du développement des compétences de compréhension aux interactions plurilingues, de Galatea à Galanet
- 27 (2003) : La littératie - Vers de nouvelles pistes de recherche didactique
- 26 (2002) : Gestualité et syntaxe
- 25 (2002) : Pratiques de lecture et d'écriture
- 24 (2001) : Apprendre à citer le discours d'autrui
- 23 (2001) : Les nouveaux écrits à l'école - Nouveaux programmes, nouvelles pratiques, nouveaux savoirs
- 22 (2000) : Acquisitions langagières et usages linguistiques enfantins
- 21 (2000) : Enseignement / apprentissage du lexique
- 20 (1999) : Les langues régionales. Enjeux sociolinguistiques et didactiques
- 19 (1999) : Les parlers urbains
- 18 (1998) : Alternance des langues - Enjeux socio-culturels et identitaires
- 17 (1998) : Pratiques de l’écrit et modes d’accès au savoir dans l’enseignement supérieur
- 16 (1997) : L’apport des centres de français langue étrangère à la didactique des langues
- 15 (1997) : Les langues gestuelles - Quels enjeux pour les sourds ?